# IC 373
IC 373 — галактика типу SB0 (компактна витягнута галактика) у сузір'ї Ерідан.
Цей об'єкт міститься в оригінальній редакції індексного каталогу.